# Entodon jamesonii
Entodon jamesonii är en bladmossart som beskrevs av Mitten 1869. Entodon jamesonii ingår i släktet Entodon och familjen Entodontaceae. Inga underarter finns listade i Catalogue of Life.